# 윤세준 실종 사건
윤세준 실종 사건은 2023년 일본을 여행하던 대한민국 국적자 윤세준 (당시 26세)가 와카야마현 구시모토정 부근에서 실종된 사건이다. 5월 9일 간사이 국제공항을 통해 입국하였으며, 일본 곳곳을 여행하다 6월 8일 실종되었다. 이 실종 사건을 토대로 텔레비전 프로그램 "그것이 알고싶다"에서 2023년 8월 26일 '미궁으로 남은 마지막 행선지 - 윤세준 일본 실종 사건'이라는 제목으로 방영되었다.